# Caridina brevirostris
Caridina brevirostris är en kräftdjursart som beskrevs av William Stimpson 1860. Caridina brevirostris ingår i släktet Caridina och familjen Atyidae. Inga underarter finns listade i Catalogue of Life.